# St. Peter und Paul (Wollishausen)

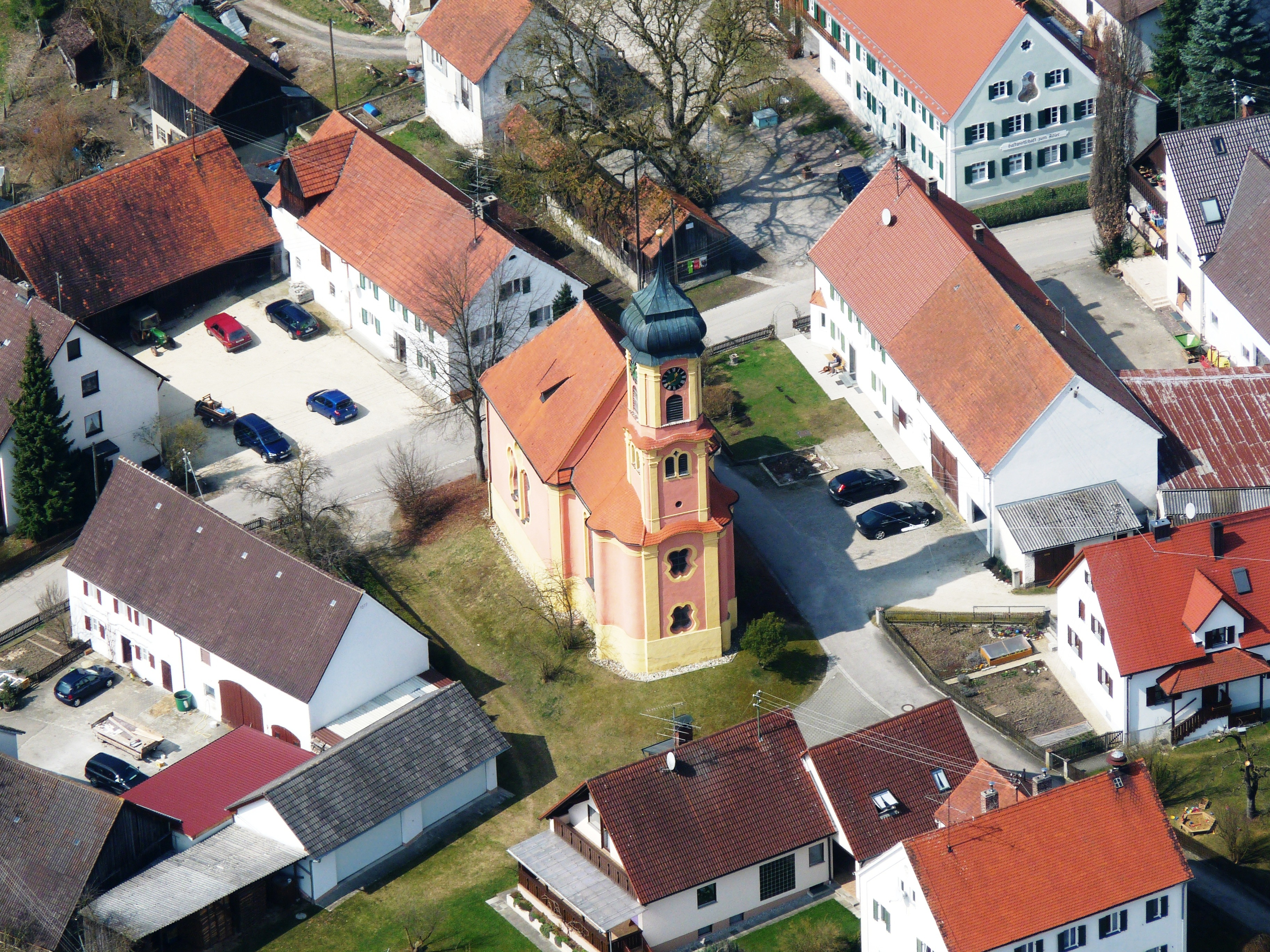
St. Peter und Paul (Wollishausen)

Die römisch-katholische Filialkirche St. Peter und Paul steht in Wollishausen, einem Gemeindeteil der Gemeinde Gessertshausen im schwäbischen Landkreis Augsburg in Bayern. Das Bauwerk ist in der Liste der Baudenkmäler in Gessertshausen als Baudenkmal unter der Nr. D-7-72-148-19 eingetragen.

## Beschreibung
Die barocke Saalkirche wurde 1747 im Auftrag des Klosters Oberschönenfeld nach einem Entwurf von Joseph Dossenberger unter Beteiligung seines Bruders Johann Adam erbaut. Sie besteht aus einem Langhaus, einem eingezogenen Chor im Osten und einem Kirchturm an der Stirnseite des Chors. Sein oberstes Geschoss mit doppelten Pilastern an den vier Ecken beherbergt die Turmuhr und den Glockenstuhl. Darauf sitzt eine gestufte Haube. 
Der Innenraum des Langhauses ist mit einer Flachdecke überspannt. Die Fresken hat 1747 Johann Georg Lederer eingefügt. Der 1747 aufgestellte von je zwei Säulen flankierte Hochaltar wird Dominikus Bergmüller zugeschrieben. Über den seitlichen Durchgängen stehen die Statuen des Nikolaus von Myra und des Ulrich von Augsburg. Die Darstellung der Sieben Zufluchten wird Lederer zugeschrieben.